# Microphor
Microphor is een geslacht van insecten uit de familie van de dansvliegen (Empididae), die tot de orde tweevleugeligen (Diptera) behoort.

## Soorten
- M. albopilosus (Becker, 1910)
- M. anomalus (Meigen, 1824)
- M. crassipes (Macquart, 1827)
- M. holosericeus (Meigen, 1804)
- M. intermedius (Collin, 1961)
- M. pilimanus (Strobl, 1899)
- M. rostellatus (Loew, 1864)
- M. strobli Chvala, 1986